# Organisation mondiale de l'allergie
L'Organisation mondiale de l'allergie (World Allergy Organization - WAO) est une organisation internationale dont les membres sont constitués de 97 sociétés régionales et nationales d'allergologie et d'immunologie clinique de nombreux pays dans le monde. L'organisme fournit  à ses sociétés membres des programmes de diffusion directe, et présente des symposiums et des conférences dans près de 100 pays à travers le monde. Elle travaille en partenariat avec l'Organisation mondiale de la santé (OMS).

## Historique
L'organisation a été fondée en 1951 et portait le nom d'International Association of Allergology and Clinical Immunology (Association internationale d'allergologie et d'immunologie clinique - IAACI). Dès l'année de sa fondation, l'organisme tint son premier congrès qui eut lieu à Zurich. Au cours des 60 ans qui suivirent, elle présenta des congrès sur une base triennale pour ensuite être présentés à tous les deux ans à partir de 2003. Depuis sa fondation, elle a présenté 23 congrès auxquels participèrent 2 000 à 5 000 experts scientifiques. Nommé à l'origine "International Congress of Allergology and Clinical Immunology" (Congrès international de l'allergologie et de l'immunologie clinique) se nomme maintenant le World Allergy Congress (Congrès mondial sur l'allergie).

## Sociétés membres

### Afrique
- Allergy Society of Kenya
- Allergy Society of South Africa
- Egyptian Society of Allergy and Clinical Immunology
- Egyptian Society of Pediatric Allergy and Immunology
- Moroccan Society of Allergology and Clinical Immunology
- Tunisian Society of Respiratory Diseases and Allergology
- Zimbabwe Allergy Society[2]

### Amérique du Nord
- American Academy of Allergy, Asthma and Immunology
- American College of Allergy, Asthma and Immunology
- Canadian Society of Allergy and Clinical Immunology[2]

### Amérique latine
- Argentine Association of Allergy and Immunology
- Argentine Society of Allergy and Immunology
- Brazilian Society of Allergy and Immunology
- Chilean Society of Allergy and Immunology
- Colombian Allergy, Asthma and Immunology Association
- Cuban Society of Allergology
- Ecuadorian Society of Allergy, Asthma, and Immunology
- Guatemalan Allergy, Asthma and Clinical Immunology Association
- Honduran Society of Allergy and Clincial Immunology
- Mexican College of Allergy and Clinical Immunology
- Mexican College of Pediatricians Specialized in Allergy and Clinical Immunology
- Panamanian Association of Allergology and Clinical Immunology
- Paraguayan Society of Allergy, Asthma, and Immunology
- Peruvian Society of Allergy and Immunology
- Uruguayan Society of Allergology
- Venezuelan Society of Allergy, Asthma and Immunology[2]

### Eurasie

#### Moyen-Orient
- Iranian Society of Asthma and Allergy
- Israël Association of Allergy and Clinical Immunology
- Jordanian Society for Allergy and Clinical Immunology
- Kuwait Society of Allergy & Clinical Immunology
- Lebanese Society of Allergy and Immunology[2]

#### Asie/Pacifique
- Allergy & Immunology Society of Sri Lanka
- Allergy and Clinical Immunology Society (Singapore)
- Allergy and Immunology Society of Thailand
- Australasian Society of Clinical Immunology and Allergy
- Bangladesh Society of Allergy and Immunology
- Chinese Society of Allergology
- Hong Kong Institute of Allergy
- Indian Academy of Allergy
- Indian College of Allergy, Asthma and Clinical Immunology
- Indonesian Society of Allergy and Immunology
- Japanese Society of Allergology
- Korean Academy of Asthma, Allergy and Clinical Immunology
- Malaysian Society of Allergy and Immunology
- Mongolian Society of Allergology
- Philippine Society of Allergy, Asthma and Immunology
- Taiwan Academy of Pediatric Allergy Asthma Immunology
- Vietnam Association of Allergy, Asthma and Clinical Immunology[2]

#### Europe
- Albanian Society of Allergology and Clinical Immunology
- Armenian Association of Immunology and Allergy
- Austrian Society of Allergology and Immunology
- Azerbaïdjan Society for Asthma, Allergy and Clinical Immunology
- Belarus Association of Allergology & Clinical Immunology
- Belgian Society of Allergy and Clinical Immunology
- British Society of Allergy and Clinical Immunology
- Bulgarian National Society of Allergology
- Croatian Society of Allergology and Clinical Immunology
- Czech Society of Allergology and Clinical Immunology
- Danish Society for Allergology
- Dutch Society of Allergology
- Finnish Society of Allergology and Clinical Immunology
- French Society of Allergology and Clinical Immunology
- German Society for Allergology and Clinical Immunology
- Georgian Association of Allergology and Clinical Immunology
- Hellenic Society of Allergology and Clinical Immunology
- Hungarian Society of Allergology and Clinical Immunology
- Icelandic Society of Allergy and Clinical Immunology
- Italian Association of Territorial and Hospital Allergists
- Italian Society of Allergology and Clinical Immunology
- Latvian Association of Allergists
- Moldavian Society of Allergology & Immunology
- Norwegian Society of Allergology and Immunopathology
- Polish Society of Allergology
- Portuguese Society of Allergology and Clinical Immunology
- Romanian Society of Allergology and Clinical Immunology
- Russian Association of Allergology and Clinical Immunology
- Serbian Association of Allergologists and Clinical Immunologists
- Slovenian Association for Allergology & Clinical Immunology
- Spanish Society of Allergology and Clinical Immunology
- Swedish Association for Allergology
- Swiss Society of Allergology and Immunology
- Turkish National Society of Allergy and Clinical Immunology
- Ukrainian Allergists Association
- Ukrainian Association of Allergologists and Clinical Immunologists[2]

## Organisations affiliées
- British Society for Immunology
- Global Allergy and Asthma European Network (GA2LEN)
- International Association of Asthmology (INTERASMA)
- International Primary Care Respiratory Group (IPCRG)
- Southern European Allergy Societies (SEAS)[2]

## Membres associés
- Armenian Association of Immunology and Allergy
- Haitian Society of Allergy and Immunology
- National Association for Private Algerian Allergists[2]

## Publications
- World Allergy Organization Journal, Éd. Lippincott Williams & Wilkins (en)

### Articles sur l'histoire de la WAO
- Giorgio Walter Canonica, History of the World Allergy Organization: Innovation in Continuity. World Allergy Organization Journal 2011; 4(11):188-192.
- Robert J. Davies, History of the World Allergy Organization: ICACI XI, London 1982, Planning and Results. World Allergy Organization Journal 2011; 4(6): 107-108.
- Alain L. deWeck, History of the World Allergy Organization: The First 50 Years of IAA/IAACI/WAO. World Allergy Organization Journal 2011; 4(11): 193-230.
- Israël Glazer, History of the World Allergy Organization: X International Allergy and Clinical Immunology Congress — Jerusalem. World Allergy Organization Journal 2012; 5(2): 36-38.
- SGO Johansson, History of the World Allergy Organization: Time to Change! World Allergy Organization Journal 2011; 4(11): 184-187.
- Michael A. Kaliner, History of the World Allergy Organization: Two Decades Leading to World Leadership 1990-2010. World Allergy Organization Journal 2011; 4(11): 231-248.
- Allen P. Kaplan, History of the World Allergy Organization: 1989 to 2006, XVIII World Allergy Congress, Journal Development, Reorganization, and New Programs. World Allergy Organization Journal 2011; 4(8): 135-137.
- Constance H. Katelaris, History of the World Allergy Organization: The Emerging Societies Program (ESP). World Allergy Organization Journal 2011; 4(7): 126-127.
- Constance H. Katelaris, History of the World Allergy Organization: XVII ICACI, Sydney 2000 – Innovations for the New Millennium. World Allergy Organization Journal 2011; 4(7): 128-129.
- Richard. Lockey, History of the World Allergy Organization: Reflective Recollections of the WAO Presidency, 2010-2011. World Allergy Organization Journal 2012; 5(2): 28-35.
- Terumasa Miyamoto, History of the World Allergy Organization: The Miyamoto Years of 1991-1994, ICACI XIV in Kyoto, 1991. World Allergy Organization Journal 2011; 4(6): 109-112.
- Johannes Ring, History of the World Allergy Organization: Personal Reflections of a Board Member, Vice Président, Congress Organizer, and Journal Editor. World Allergy Organization Journal 2011; 4(9): 147-150.
- F. Estelle R. Simons, History of the World Allergy Organization: The World Allergy Organization Congress – XVIII ICACI, Vancouver 2003. World Allergy Organization Journal 2011; 4(8): 138-139.
- Pakit Vichyanond, History of the World Allergy Organization: À Global Scientific Meeting on Allergy Comes to Asia – The XX World Allergy Congress of Bangkok, Thailand, 2007. World Allergy Organization Journal. 2011; 4(10): 164-169[3].